# La Fille inconnue
La Fille inconnue is een Belgische film uit 2016, geschreven en geregisseerd door Jean-Pierre en Luc Dardenne. De film ging op 18 mei in première op het filmfestival van Cannes in de competitie voor de Gouden Palm.

## Verhaal
Jenny, een jonge huisarts, voelt zich schuldig omdat ze de deur niet heeft geopend voor een meisje dat hulp zocht. Het meisje wordt kort daarna dood teruggevonden. De identiteit van het meisje is onbekend en Jenny besluit op zoek te gaan naar haar identiteit.

## Rolverdeling
| Acteur                | Personage                  |
| --------------------- | -------------------------- |
| Adèle Haenel          | Jenny Davin                |
| Olivier Bonnaud       | Julien                     |
| Jérémie Renier        | Vincent Smet               |
| Louka Minnella        | Bryan Smet                 |
| Christelle Cornil     | Isabelle Smet              |
| Ange-Déborah Goulehi  | Félicie Koumba             |
| Nadège Ouédraogo      | caissière                  |
| Olivier Gourmet       | zoon van Lambert           |
| Pierre Sumkay         | mr. Lambert                |
| Yves Larec            | dokter Habran              |
| Ben Hamidou           | inspecteur Ben Mahmoud     |
| Laurent Caron         | inspecteur Max Bercaro     |
| Fabrizio Rongione     | dokter Riga                |
| Myriem Akheddiou      | assistente van dokter Riga |
| Jean-Michel Balthazar | Alain Thirion              |
| Thomas Doret          | Lucas                      |
| Marc Zinga            | pooier                     |
| Thomas Doret          | Lucas                      |
| Sabri Ben Moussa      | Ilyas Atarhouche           |
| Hassaba Halibi        | moeder van Ilyas           |

## Productie
Het filmen had plaats van 12 oktober tot 22 december 2015 in de omgeving van Seraing en Luik.

## Kritieken
"Huisarts Jenny speurt erop los...." Zo begint de recensie van Joost Broeren in De Filmkrant. En alhoewel de recensent het niet beschouwt als de beste film van de gebroeders Dardenne, verdient La fille inconnue naar zijn mening zeker zijn plaats in hun rijke oeuvre, en is het zeker een van de beste films van de maand, zo niet van het jaar. Daarbij draait het, zoals altijd bij de Dardennes, om de sociale processen die ze blootleggen: de kloof tussen zwart en blank, en de emotionele strijd van de misschien wat naieve, maar ook onverschrokken middenklasse-arts.